# Exposition universelle de Galicie à Lviv

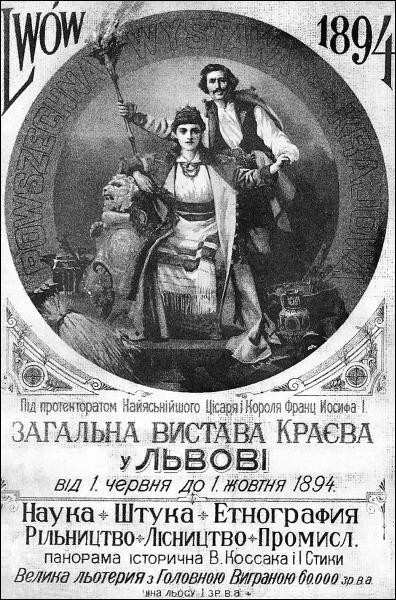
Affiche de l'exposition

L'Exposition universelle de Galicie à Lviv, ou Exposition nationale de Galicie, est une exposition qui s'est déroulée du 5 juin au 10 octobre 1894 à Lviv, capitale du Royaume de Galicie et de Lodomérie, dans l'Empire austro-hongrois. L'exposition, organisée en l'honneur du centième anniversaire du soulèvement de Kościuszko de 1794, avait pour dessein de faire découvrir au public les progrès scientifiques et les avancées en matière technologique et industrielle, mais également de mettre en lumière des réalisations dans le domaine de l'art, de la culture et du sport.
Le site choisi pour accueillir la manifestation est le parc Strysky de Lviv, d'une cinquantaine d'hectares. Le parc est spécialement aménagé pour l'occasion, et on fait appel aux plus grands architectes pour la construction des édifices qui accueilleront les expositions, parmi lesquels le Palais des arts encore en place aujourd'hui. Un réseau de tramway à traction électrique, mode de traction pionnier pour l'époque, est déployé peu avant l'ouverture de l'exposition. Les différents secteurs de l'économie sont représentés, sont invitées entreprises publiques et privées, les participants étant tant nationaux qu'étrangers.
Sur les 139 jours qu'a duré l'événement, dont 100 jours de pluie, l'exposition a accueilli, selon les sources, plus d'un million de personnes,. Elle est la plus grande exposition publique de l'histoire de Galicie sous l'empire d'Autriche-Hongrie.

## Genèse
L'exposition universelle de 1894 n'est pas la première manifestation de ce genre à être organisée en Autriche-Hongrie. Depuis l'exposition internationale de 1873 qui s'était déroulée à Vienne, plusieurs expositions nationales, sur le même modèle que l'exposition internationale, avaient été organisées. Ainsi avait été organisée, en 1877, dans la ville de Lviv, une exposition industrielle et agricole. Dix ans plus tard, en 1887 avait été organisée une exposition industrielle et agricole à Cracovie. L'exposition de 1894, bien que largement plus grande que les deux précédentes, s'inscrit dans cette continuité.
La genèse de l'organisation de l'événement remonte au 29 juin 1892, lors d'une rencontre entre plusieurs représentants politiques des différentes provinces d'Autriche-Hongrie, chefs d'État, organisations professionnelles et entrepreneurs. Il est décidé d'organiser un événement au bénéfice de la Galicie. Le développement de l'industrie pétrolière en Galicie orientale entraîne une rapide croissance économique qui en fait le troisième producteur mondial de pétrole. L'exposition était l'occasion de mettre en lumière la région de Galicie à travers ses progrès industriels, technologiques mais aussi dans les domaines de la culture et l'art.
L'exposition est organisée en l'honneur du centième anniversaire de l'insurrection de Kościuszko, sous le mécénat de l'empereur François-Joseph Ier d'Autriche. Le comité d'organisation de l'exposition comprend notamment Stanisław Marcin Badeni (en), président du parlement de Galicie et l'industriel du pétrole Stanisław Szczepanowski (en), promoteur de grands projets de développement régional.

## Aménagements urbains
De nombreux aménagements urbains ont été nécessaires à l'organisation de l'Exposition universelle, tant au niveau architectural qu'au niveau des transports.
C'est le site du parc Strysky, situé au sud de la ville et construit quelques années auparavant, qui est choisi pour accueillir l'événement. Le terrain, comportant de nombreux ruisseaux, est entièrement réaménagé un an avant l'ouverture de l'exposition; 20 000 mètres cubes de terres sont importés et utilisés pour aplanir sa surface. Après les travaux, le parc dispose d'une surface utilisable d'une cinquantaine d'hectares.

### Pavillons

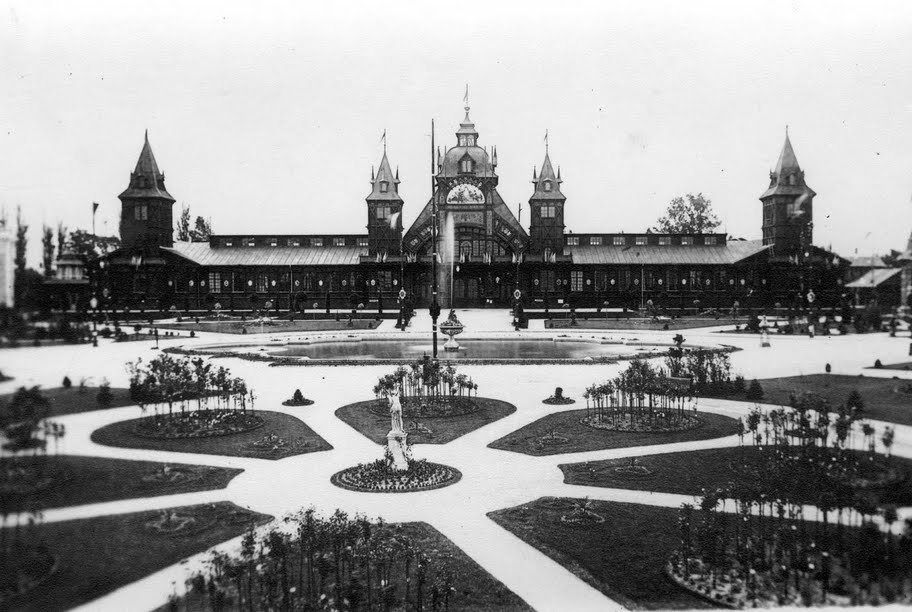
Le Palais de l'Industrie

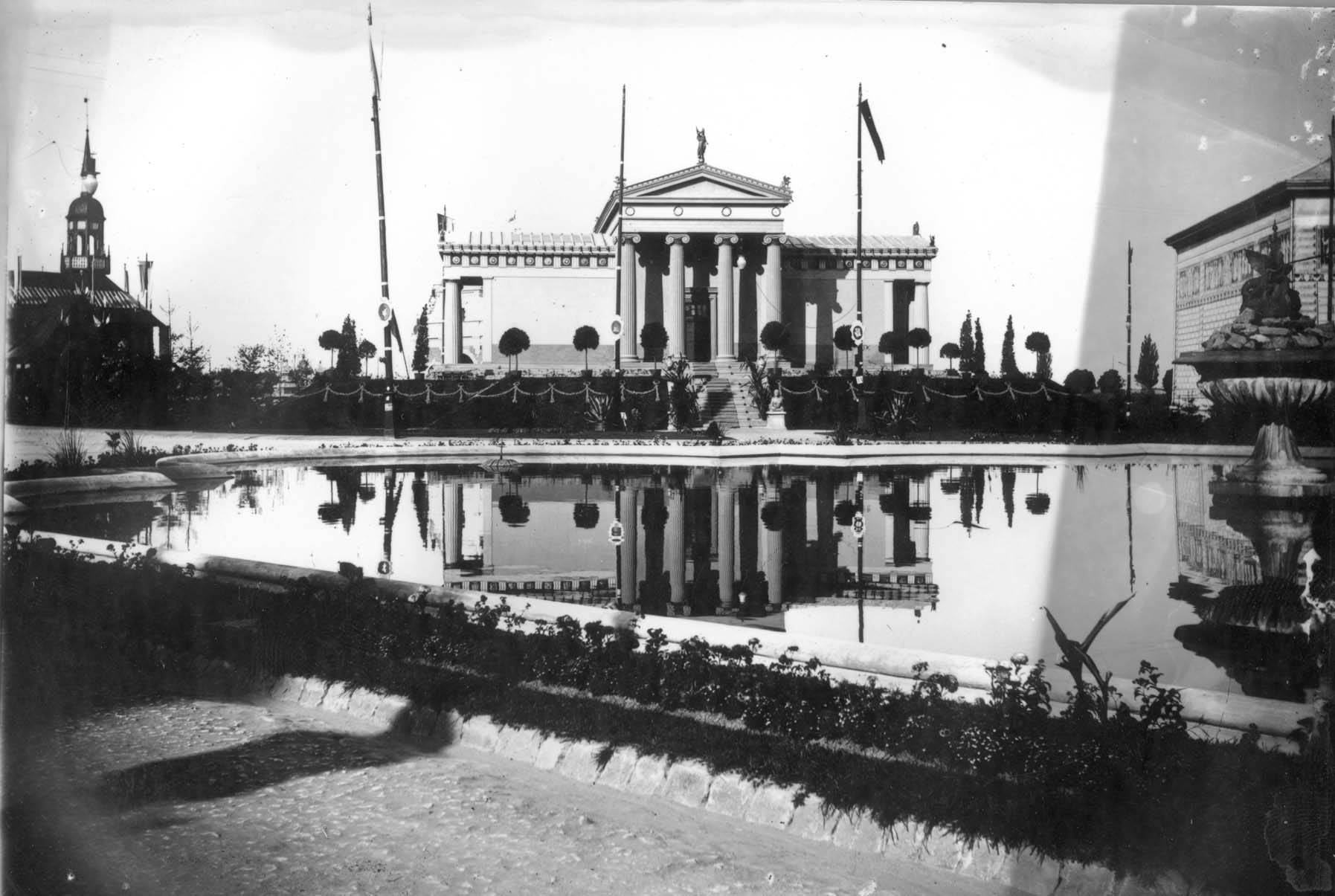
Le Palais de l'Architecture

Plusieurs édifices sont bâtis à l'occasion, destinés à accueillir les expositions et les différentes attractions. La construction de plusieurs de ces bâtiments est supervisée par l'architecte polonais Franciszek Skowron, en collaboration avec l'architecte Julian Zachariewicz. Parmi les réalisations architecturales les plus importantes figurent : 
- le Palais des arts, d'architecture néorenaissance italienne, d'une surface d'environ 2 000 mètres carrés[5]. Il est situé à l'entrée de l'exposition, à droite de l'allée centrale, et fait face au premier bassin de l'allée centrale. Le projet d'origine avait remporté la compétition organisée par les organisateurs de l'exposition, mais il est abandonné du fait de son coût de construction trop élevé. C'est donc à partir d'un projet de Franciszek Skowron qu'est construit le bâtiment; la réalisation du projet est confiée à Michał Łużecki, élève de la faculté d'architecture de l'école polytechnique de Lviv, et à Hryhoryi Pezhanskyi[5]. À gauche du Palais des arts est bâti un pavillon privé de 78 mètres carrés (pavillon 112 lors de l'exposition), d'architecture baroque français, d'après un projet de l'architecte Jan Peroś[5]. Le bâtiment principal et le bâtiment secondaire seront respectivement les pavillons numéro 111 et 112 de l'exposition[5]. Il est le seul de ces bâtiments encore présent.
- le Palais de l'architecture, d'architecture grecque néo-classique. D'une surface de 236 mètres carrés, le bâtiment, dessiné à l'image d'un temple grec, est bâti sur un terre-plein. Il est situé à l'entrée de l'exposition, à droite de l'allée centrale, après le Palais des Arts, et fait face au premier bassin.
- le Palais de l'industrie est le bâtiment le plus imposant de l'exposition. Il s'étend sur une surface de 5 985 mètres carrés[6]. Il est conçu par l'architecte Franciszek Skowron, selon un projet de Karol Boublik qui a dirigé la construction[6]. L'édifice se trouve à l'entrée de l'exposition, à gauche de l'allée centrale, sur le premier carré[6]. Il fait face au premier bassin. L'élément central du bâtiment est un dôme d'une hauteur de 32 mètres, dont le fronton est décoré d'une peinture de Tadeusz Popiel[6]. Il est la construction la plus importante de l'exposition[6].

Plusieurs autres bâtiments ont été construits, parmi lesquels une église en bois, de l'architecte Les’ Kobchuk, qui a accueilli la section ethnographique de l'exposition, le pavillon de l'archiduc Albert de Teschen de l'architecte Antoni Prokop, ou le pavillon privé du prince Eustachy Sanguszko, de l'architecte Szczęsny Zaremba.

### Transport
L'exposition est également l'occasion de moderniser le réseau de transport de la ville. Peu avant le début de l'exposition est achevée la mise en place d'un réseau de tramway à traction électrique, dont l'une des lignes dessert le parc et l'exposition. Lviv disposait depuis quatorze années d'un réseau de tramway à traction hippomobile, mais la ville commande la construction, en 1893, de trois lignes de tramways supplémentaires. Lviv devient alors la quatrième ville d'Autriche-Hongrie à se doter d'un tramway électrique.

## Expositions et attractions

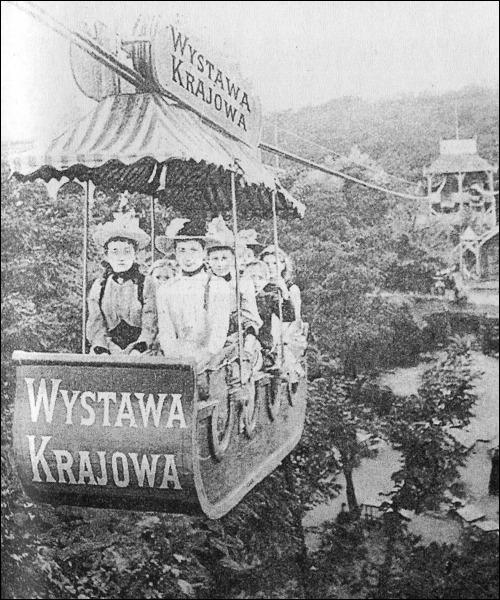
Le téléphérique permettait de passer des expositions sur l'exploitation des minerais au département ethnographique.

L'exposition s'est déroulée dans l'enceinte du parc Strysky, situé au sud de la ville. L'entrée de l'exposition se situe sur l'actuelle rue Oulas-Samtchouk. L'allée principale de l'exposition correspond à l'allée de l'entrée sud du parc.
L'exposition est divisée en 34 zones thématiques, chacune disposant de son propre espace et de ses propres pavillons et bâtiments. Autour de l'exposition sont organisées des expositions de chevaux, chiens, bovins et oiseaux d'élevage. Des congrès et réunions publiques ont lieu en présence d'experts dans les domaines de l'agriculture et de l'industrie.
À gauche de l'entrée principale se situe une rotonde, d'architecture néo-renaissance, de l'architecte polonais Ludwik Baldwin-Ramułt, dans laquelle est exposée une fresque picturale colossale, le Panorama de Racławicka. Cette œuvre panoramique, d'une largeur de 114 mètres pour une hauteur de 15 mètres, a été spécialement réalisée pour l'occasion. 750 kilos de peintures ont été nécessaires à sa réalisation. Réalisée à Bruxelles, en Belgique, par plusieurs peintres polonais, dont Jan Styka et Wojciech Kossak, elle représente plusieurs scènes de la bataille de Racławice. En 1946, durant l'opération Vistule, cette peinture est saisie par les Polonais, et elle est désormais exposée à Wrocław.

Face au bâtiment circulaire, à droite de l'allée centrale, se situe le palais des Arts, l'un des seuls édifices de cette exposition, avec la rotonde, encore présent et conservé. Le bâtiment abrite aujourd'hui une piscine, et il est utilisé comme enceinte sportive par l'École polytechnique de Lviv. L'édifice, d'architecture néo-renaissance, a accueilli trois expositions intitulées « Monuments anciens », « rétrospective de l'art polonais » et « art moderne ».

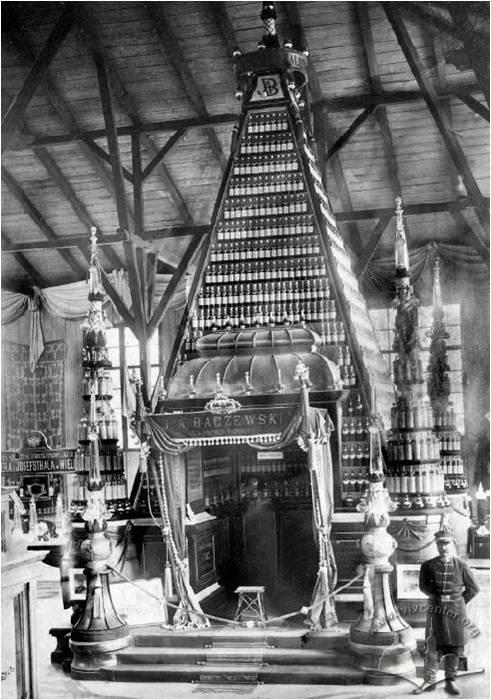
Pavillon de la distillerie Baczewski de Lviv.

Sur chacun des côtés de l'allée centrale se situaient plusieurs autres pavillons. À mi-chemin de l'allée centrale se trouve une place au centre de laquelle a été construite une fontaine musicale et lumineuse. La fontaine, composée de deux bassins et d'une structure centrale, comporte 42 jets d'eau et est éclairée par un jeu de 102 lumières. La fontaine est décorée de sculptures du professeur de sculpture Leonardo Markoni.
À proximité de la fontaine se trouve l'exposition sur le forage du pétrole. Elle est l'une des expositions les plus populaires de l'exposition, la Galicie étant alors le troisième producteur mondial de pétrole. Le succès de l'exposition tient en partie au fait qu'a été reproduite dans son intégralité un système de forage de pétrole. La technique de forage exposée, dite « canadienne », est une nouvelle méthode de forage profond, inventée et importée en Galicie par le canadien William Henry McGarvey. Cette nouvelle technique avait permis la modernisation des techniques de forage en Galicie dans les années 1890, et la multiplication des rendements de pétrole par quatre. À proximité de cette exposition sur le forage de pétrole se trouve une reproduction d'une mine d'ozokérite, à l'image des nombreuses mines d'ozokérite de la ville de Boryslav à cette époque.
Un petit téléphérique, entraîné par un moteur à essence, avait été construit afin de relier l'exposition sur les mines au département ethnographique. D'une capacité de 8 places et comportant deux cabines, l'une montante et l'autre descendante, le téléphérique parcourait une distance de 200 mètres à 30 mètres de hauteur, à la vitesse de 1,3 mètre par seconde.
Dans la continuité de la station de téléphérique et de l’exposition
sur le forage du pétrole, on trouvait les pavillons des exposants de spiritueux,
parmi lesquels celui de L. Proux & G. Kondratowicz (successeurs de Courrière
& Cognac, France) et celui de la distillerie Baczewski de Lviv. Les deux
pavillons, respectivement en forme de bouteille et de pyramide, attiraient la
curiosité par l’originalité de leurs structures composées de bouteilles des deux
marques .

## Événements importants

### Cérémonie d'ouverture
La cérémonie d'ouverture de l'exposition a lieu le 5 juin 1894.
L'événement s'ouvre sur une liturgie, prononcée à la Cathédrale de l'Assomption de la Bienheureuse-Vierge-Marie, en présence de l'ensemble des organisateurs et participants à l'exposition. La cérémonie religieuse est ensuite suivie d'une procession dans les rues de Lviv, en direction du lieu de l'exposition, le Parc Strysky, précisément sur la place centrale du parc donnant sur le pavillon de l'Industrie.
Les personnalités les plus en vue et de haut rang sont présentes, dont des personnalités politiques, militaires, aristocratiques ou religieuses. On compte ainsi, parmi les personnes présentes, les archiducs d'Autriche Léopold Salvator de Habsbourg-Toscane et Charles-Louis de Habsbourg, représentant de l'empereur François-Joseph Ier d'Autriche pour l'exposition, les ministres Falkengain, Jaworski et Madejski, le militaire et général Ludwig de Windisch-Graetz, le prince Eustachy Stanisław Sanguszko, gouverneur de Galicie, tous les membres du parlement de Galicie, ainsi que des membres du clergé.

### Premier match de football
C'est lors de l'exposition que se joue ce qui est considéré comme le premier match répertorié de football dans l'histoire de l'Ukraine. Il a lieu 14 juillet, et est considéré comme la date de naissance du football en Ukraine.
Le match oppose l'équipe du Sokol de Lviv à une équipe de Cracovie. Le match a lieu à 17 heures, dans un stade d'une capacité de 10 000 spectateurs. 3 000 personnes assistent au match.

### Visite de l'empereur
L'exposition a reçu la visite de l'empereur François-Joseph Ier d'Autriche. Sa visite s'est déroulée du 11 au 15 septembre. L'empereur est arrivé par voie ferroviaire à la gare centrale. L'empereur est accueilli par la foule et par le gouverneur de Galicie. Un Arc de Triomphe, situé à l'intersection de la rue Horodotska et de la rue Tchernivetska, a été spécialement construit pour sa venue. L'arc de Triomphe, œuvre de l'architecte Karol Boublik, comporte un buste de l'empereur. À proximité de l'arc de Triomphe avait été installée une tribune, sur laquelle l'empereur prononça un discours.

## Sources
- (uk) Cet article est partiellement ou en totalité issu de l’article de Wikipédia en ukrainien intitulé « Загальна вистава Краєва у Львові » (voir la liste des auteurs).